# مورتيمر فون كيسيل
مورتيمر فون كيسيل (بالألمانية: Mortimer von Kessel)‏ هو عسكري ألماني، ولد في 25 مايو 1893 في Choszczno ‏ في بولندا، وتوفي في 8 يناير 1981 في غوسلار في ألمانيا.